# Dred Scott v. Sandford
Dred Scott versus Sandford war ein 1856/57 vor dem Obersten Gerichtshof der Vereinigten Staaten verhandeltes Grundsatzverfahren, dessen Ausgang als einer der wesentlichen Auslöser des Amerikanischen Bürgerkriegs gilt.
In dem Prozess versuchte der Sklave Dred Scott seine Freiheit einzuklagen mit der Begründung, dass er zeitweise in sklavenfreien Bundesstaaten und Territorien der USA gelebt hatte. Das 1857 durch Chief Justice Roger B. Taney, selbst ein einstiger Sklavenhalter, verkündete Urteil verneinte hingegen generell die Bürgerrechte von Afroamerikanern und stärkte die Rechte der Sklavenhalter: Sklaven seien das rechtmäßige Eigentum ihrer Halter, und das verfassungsmäßige Recht auf Privateigentum schütze daher die Sklaverei in den gesamten Vereinigten Staaten, auch in Bundesstaaten, die diese verboten hätten.
Faktisch erklärte das Urteil damit den Missouri-Kompromiss für verfassungswidrig, der mit Ausnahme Missouris für alle Gebiete nördlich der Linie bei 36° 30‘ nördlicher Breite ein Verbot der Sklaverei vorsah. Das Urteil verschärfte den Konflikt zwischen den Nordstaaten, die sich in die Defensive gedrängt sahen, und den sklavenhaltenden Südstaaten. Nach dem Bürgerkrieg wurde durch den 13., 14. und 15. Zusatzartikel zur Verfassung der Vereinigten Staaten und den Civil Rights Act von 1866 (verabschiedet 1870) die Sklaverei abgeschafft und das Urteil von 1857 aufgehoben.
In der US-amerikanischen Geschichtsschreibung wird Scott v. Sandford noch vor Plessy v. Ferguson oder Korematsu v. United States als das allgemein schlimmste Urteil des Obersten Gerichtshofes bezeichnet, das dem Gericht fast ein Jahrhundert lang einen schlechten Ruf brachte.

## Hintergrund
Dred Scott war ein Afro-Amerikaner, der um 1800 in Virginia als Sklave geboren wurde und der Familie von Peter Blow gehörte. 1830 zog die Familie mit Scott von Alabama nach St. Louis, Missouri. Nach dem Tod Peter Blows 1832 verkaufte die Familie Dred Scott um 1833 an John Emerson, einen Chirurgen in der amerikanischen Armee. 1833 wurde Emerson von St. Louis wegversetzt und diente für über zwei Jahre im Fort Armstrong im Bundesstaat Illinois, dessen Verfassung die Sklaverei bereits abgeschafft hatte. 1836 wurde er nach Fort Snelling ins Wisconsin-Territorium (heute Minnesota) versetzt, das entsprechend dem Missouri-Kompromiss ebenfalls als „frei“ galt. Während dieser Zeit heiratete Scott Harriet Robinson, eine Sklavin von Offizier William B. Taliaferro, was ihm in den sklavenhaltenden Südstaaten verwehrt gewesen wäre.
1837 wurde Emerson zurück nach St. Louis und von dort nach Fort Jesup in Louisiana versetzt. Er ließ Scott mit seiner Ehefrau für einige Monate im Wisconsin-Territorium und vermietete ihn dort weiter, obwohl der Missouri-Kompromiss in diesem Territorium die Sklavenhaltung verbot. 1838 heiratete Emerson in Fort Jesup Eliza Irene Sanford, deren Rufname Irene war. 1838 wurde Emerson zurück nach Fort Snelling versetzt, wohin ihn die Scotts begleiteten. Auf dem Weg dorthin brachte Harriet Scott ihre erste Tochter, Eliza, nördlich von Missouri in ‚freiem‘ Gebiet auf einem Dampfboot zur Welt.
1840 wurde Emerson nach Florida versetzt, um dort im Seminolenkrieg zu dienen. Auf dem Weg dorthin ließ Emerson seine Frau und die Scotts in St. Louis zurück. Nachdem er 1842 aus der Armee entlassen worden war, ließ er sich in Davenport im Iowa-Territorium nieder. Als Emerson im Dezember 1843 verstarb, ging sein Vermögen, also auch die Scotts und ihre beiden Töchter, auf seine Witwe Irene über. Als Verwalter des Nachlasses von Emerson in Missouri wurde Alexander Sanford, Irenes Vater, eingesetzt. Irene kehrte nach St. Louis zurück und die Scotts wurden weiterhin an andere Menschen vermietet. So nahm zum Beispiel im März 1846 Samuel Russell ihre Dienste in Anspruch. Drei Jahre nach Emersons Tod versuchte Scott erfolglos, sich von der Witwe loszukaufen. Daraufhin reichte er im April 1846 vor den Gerichten Missouris Klage ein mit dem Ziel, von der Sklaverei entbunden zu werden.

## Verfahrensverlauf

### Bundesstaatliche Ebene

#### Präzedenzfälle

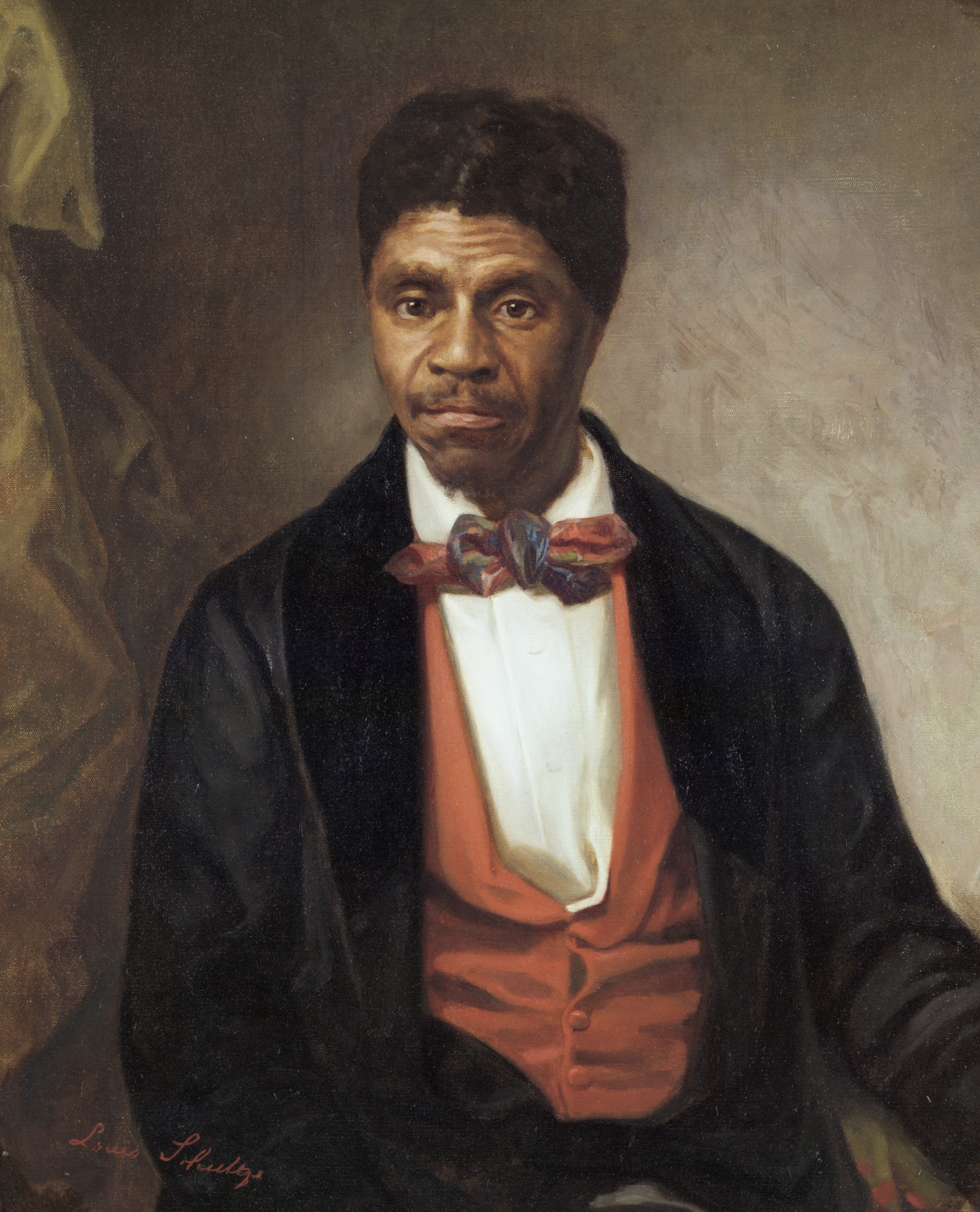
Dred Scott

Als Scott 1846 seine Klage einreichte, war die durch Präzedenzfälle etablierte Doktrin, dass ein Sklave Anspruch auf Freiheit hatte, wenn er mit der Zustimmung seines Besitzers in einem Staat oder einem Territorium residiert hatte, in dem die Sklaverei verboten war. Auch wenn der Sklave freiwillig nach Missouri zurückgekehrt war, erneuerte dies nach seiner Emanzipation nicht seine Stellung als Sklave und der Besitzer hatte das Recht auf den Sklaven (nach dem Prinzip „Einmal frei, immer frei“) verwirkt. Wichtige Präzedenzfälle, die bei Scotts Gang durch die Instanzen von Bedeutung werden sollten, waren:
- Winny v. Phebe Whitesides (1824): Der Missouri Supreme Court entschied, dass einer Person, die in Illinois, einem freien Staat, als Sklave gehalten wurde und dann nach Missouri gebracht wurde, die Freiheit zustand. Der Besitzer hatte sein Recht auf den Sklaven durch den Aufenthalt in einem freien Staat verwirkt und durch die Rückkehr nach Missouri nicht erneuert.[5]
- John Merry v. Tiffin and Menard (1827): Der Missouri Supreme Court entschied, dass ein Sklave durch Aufenthalt in Gegenden, in denen die Sklaverei durch die Northwest-Ordinanz von 1787 verboten war, emanzipiert wurde.[6]
- Nat v. Stephen Ruddle (1834): Nats Forderung auf Freiheit wurde vom Missouri Supreme Court zurückgewiesen, da er ohne die Zustimmung seines Besitzers nach Illinois gegangen war. In der Urteilsbegründung betonte das Gericht jedoch, dass er seine Freiheit gewonnen hätte, hätte er die Zustimmung seines Besitzers gehabt.[7]
- Rachael v. Walker (1837): Rachael, die Sklavin eines Armeeoffiziers, hatte ihren Besitzer von St. Louis nach Fort Snelling begleitet, dort einige Jahre verbracht und war dann mit ihm nach St. Louis zurückgekehrt. Wegen ihres Aufenthaltes in Fort Snelling klagte sie auf Freiheit und bekam Recht. Der Missouri Supreme Court entschied: „An officer of the U.S. Army, who takes his slaves to a military post, within the territory wherein slavery is prohibited, and retains her several years in attendance on himself and family, forfeits his property in such slave by virtue of the ordinance of 1787.“ (Ein Offizier der US-Armee, der seinen Sklaven mit zu einem Militärposten nimmt in einem Territorium, in dem die Sklaverei verboten ist, und den Sklaven dort mehrere Jahre hält in seinem Dienst und seiner Familie, verwirkt das Recht auf diesen Sklaven aufgrund der Ordinanz von 1787).[8]

#### St. Louis Circuit Court
Am 6. April 1846 reichten sowohl Dred Scott als auch Harriet Scott beim St. Louis Circuit Court eine Eingabe ein, um Irene Emerson verklagen zu dürfen. Das Missouri-Statut von 1845 besagte, dass Sklaven, die der Meinung waren, einen begründeten Anspruch auf Freiheit zu haben, bei einem Circuit Court in Missouri Eingaben machen konnten, um ihre Besitzer zu verklagen. Stimmte der Richter zu, konnte der Sklave vor Gericht klagen. In ihren Eingaben baten die Scotts darum, Irene Emerson wegen 'trespass for false imprisonment' verklagen zu dürfen. Am gleichen Tag stimmte Richter John M. Krum ihrer Eingabe zu. Da es sich bei Dred Scott v. Irene Emerson und Harriet Scott v. Irene Emerson um praktisch das gleiche Verfahren handelte, kam man überein, dass nur Dred Scott v. Irene Emerson verhandelt werden sollte und das Urteil in seinem Fall auch für Harriet galt. Für die Dauer des Verfahrens wurde Scott an den Sheriff übergeben, der ihn weiterhin vermieten und die Gewinne daraus kommissarisch verwalten sollte.
Am 30. Juni 1847 kam es unter dem Vorsitz von Richter Alexander Hamilton zur ersten Verhandlung vor dem St. Louis Circuit Court. Scott musste den Beweis erbringen, Anspruch auf Freiheit zu haben. Catherine Anderson sagte aus, dass sie Scott von Emerson in Fort Snelling für zwei bis drei Monate angeheuert hatte und dass Scott auch an andere Leute verheuert worden war, während Emerson sich in Fort Jesup aufhielt. Somit war der Beweis erbracht, dass Emerson Scott als Sklaven in einem freien Territorium gehalten hatte. Andere Zeugen bestätigten den gleichen Sachverhalt für Illinois, womit Scott Sklave in einem freien Staat gewesen war. Da sich die Klage aber gegen Irene Emerson und nicht gegen ihren verstorbenen Mann richtete, musste nun bewiesen werden, dass Irene Emerson die Besitzerin von Dred Scott war. Dazu rief die Scott-Seite Samuel Russell in den Zeugenstand, der Scott im März 1846 von Irene Emerson angeheuert und ihren Vater, Alexander Sanford, dafür bezahlt hatte. Im Kreuzverhör der Verteidigung ergab sich aber, dass nicht Samuell Russell, sondern seine Frau Scott angeheuert hatte. Samuel Russell hatte Alexander Sanford zwar bezahlt, wusste aber nicht, ob das Geld auch wirklich an Irene Emerson ging. Somit konnte er nur durch Hörensagen bestätigen, dass Irene Emerson die Besitzerin von Scott war, was in den Augen der Verteidigung kein rechtlicher Beweis war. Richter Hamilton wies die Juroren an, dass Russels Aussage deshalb nicht zu beachten sei. Die Jury sprach Irene Emerson frei.
Daraufhin forderten Scotts Anwälte eine neue Verhandlung, da nicht die Fakten gegen Scott sprachen, sondern eine Formalität, die durch Mrs. Russells Berufung in den Zeugenstand geklärt werden könnte. Richter Hamilton gestand Scott am 2. Dezember 1847 ein neues Verfahren zu. Dagegen legte Emerson beim Missouri Supreme Court Einspruch ein (Irene Emerson v. Dred Scott). Dabei ging es nicht um Scotts Freiheit, sondern darum, dass eine niedrigere Instanz Scott ein neues Verfahren zugesprochen hatte. Der Missouri Supreme Court lehnte Emersons Einspruch ab. Daraufhin begann am 12. Januar 1850 die zweite Verhandlung im Fall Scott v. Emerson vor dem St. Louis Circuit Court. Um zu beweisen, dass Irene Emerson die Besitzerin von Scott war, rief man Adeline Russell in den Zeugenstand. Diese sagte aus, dass sie Scott von Mrs. Emerson angeheuert hatte. Somit wurde der Beweis erbracht, dass Mrs. Emerson die Besitzerin war. Die Verteidigung argumentierte daraufhin, dass Irene Emerson das Recht hatte, Scott zu vermieten, da dieser während seiner Zeit in Fort Snelling und Fort Armstrong unter der Jurisdiktion der U.S. Armee im Rahmen des Militärgesetzes gestanden habe und zu keiner Zeit in freiem Territorium unter zivilem Recht. (Dabei ignorierte die Emerson-Seite den Präzedenzfall Rachael v. Walker vollkommen.) Die Jury entschied, dass "the defendant is guilty of manner and form as in the plaintiff’s declaration alleged" (Die Angeklagte ist im Sinne der Anklage schuldig). Richter Hamilton ordnete an, Scott und seine Familie freizulassen. Im Sinne des Gesetzes war er seit seinem Aufenthalt in Fort Armstrong 1833 ein freier Mann gewesen. Zu keinem Zeitpunkt wurde der politische Streit der Sklavereifrage in das Verfahren vor dem Circuit Court einbezogen. Es ging einzig und allein um Scotts Freiheit, die ihm im Einklang mit den Präzedenzfällen zugesprochen wurde.

#### Missouri State Supreme Court
Nach dem Schuldspruch und nachdem ein neues Verfahren vor dem Circuit Court abgelehnt worden war, legte Emerson Berufung vor dem Missouri State Supreme Court ein. Emerson zog nach Massachusetts und heiratete dort Calvin C. Chaffee, einen Abolitionisten, während ihr Vater weiterhin den Nachlass in Missouri verwaltete. Am 8. März 1850 machten beide Seiten ihre Eingaben. Vor dem Missouri Supreme Court versprach sich Emerson Erfolgsaussichten, da in Nat v. Stephen Ruddle entschieden worden war, dass ein Aufenthalt ohne Zustimmung des Besitzers keine Freiheit verlieh und Emerson nur wegen der Armee in die freien Gebiete gegangen war, und brachte erneut das Argument der Militärjurisdiktion vor. Scotts Anwalt verwies auf die Entscheidung des St. Louis Circuit Court und argumentierte mit Verweis auf Rachael v. Walker, die Frage der Militärjurisdiktion sei irrelevant. Zudem hatte Emerson die Scotts freiwillig in Fort Snelling zurückgelassen, als er nach Fort Jesup ging.
Zu diesem Zeitpunkt wurde der Fall politisch. Der Senator von Missouri, Thomas Hart Benton, hatte sich gegen die Jackson-Resolutionen von 1847 ausgesprochen, laut denen der Kongress der Vereinigten Staaten keine Gewalt gehabt habe, die Sklaverei in den Territorien zu verbieten. Dies führte dazu, dass es in Missouri eine Bewegung gab, Benton abzusetzen. Zwei von Bentons Gegnern waren William Barclay Napton und William Scott. Napton war einer der drei aktuellen Richter des Missouri Supreme Courts (die beiden anderen waren John F. Ryland und James Harvey Birch), Scott einer seiner Vorgänger. Napton und Scott kamen überein, bei nächster Gelegenheit Entscheidungen zu revidieren, die auf der Gültigkeit und bindenden Kraft der Northwest-Ordinanz basierten. Ryland war dagegen, Birch wollte noch weiter gehen und Entscheidungen revidieren, die Sklaverei in den Territorien aufgrund des Missouri-Kompromisses verboten.
Am 25. Oktober 1850 kam der Missouri Supreme Court in St. Louis zusammen. Zu diesem Zeitpunkt zeichnete sich ab, dass Benton nicht wiedergewählt werden würde. Napton überzeugte daraufhin Birch, man müsse nicht so weit gehen, den Missouri-Kompromiss zu kippen. Auch Ryland änderte seine Meinung und wollte nun zustimmen. Somit würde man alle Präzedenzfälle aus Missouri revidieren, die die Northwest-Ordinanz als bindend betrachteten. Napton begann damit, das Urteil zu schreiben. Während er noch auf Papiere wartete, die er zitieren wollte, wurden allerdings die Richter des Missouri Supreme Court neu gewählt. Im August 1851 ging der Fall Scott v. Emerson an den neugewählten Missouri Supreme Court über, dem nun Hamilton Rowan Gamble, Ryland und ebenjener William Scott vorsaßen, der mit Napton übereingekommen war, die Northwest-Ordinanz zu stürzen.
Im November 1851 prüfte der Missouri Supreme Court den Fall erneut. Scott reichte die gleiche Eingabe wie 1850 ein, Emerson eine verspätete Eingabe, in der sie ihre Argumentation leicht abänderte. Sie zweifelte nun an, ob die Northwest-Ordinanz und der Missouri-Kompromiss anwendbar seien. Dabei bezweifelte sie jedoch nicht die Verfassungsmäßigkeit, sondern das Prinzip „Einmal frei, immer frei“. Als Präzedenzfall verwiesen sie auf Strader v. Graham, der 1851 vom United States Supreme Court entschieden worden war und besagte, dass das Recht des Staates galt, in dem sich der Sklave befand, nicht das eines Staates, in dem er sich befunden hatte. Am 22. März 1852 teilte der Missouri Supreme Court dann seine Entscheidung im Fall Scott v. Emerson mit. Das Urteil wurde von William Scott geschrieben, Ryland schrieb eine zustimmende Stellungnahme ('concurring opinion'), Gamble eine abweichende Meinung ('dissenting opinion'). Der Missouri Supreme Court hatte entschieden, dass das Recht in Missouri sich nicht dem Recht anderer Staaten beugen musste, wenn dieses mit den Interessen Missouris kollidierte ("No state is bound to carry into effect enactments conceived in a spirit hostile to that which pervades her own laws"). Mit einer 2:1-Entscheidung kippte der Missouri Supreme Court alle Präzedenzfälle und stellte fest, dass "the voluntary removal of a slave, by his master, to a State, Territory, or Country, in which slavery is prohibited, with a view to a residence there, does not entitle the slave to sue for his freedom, in the courts of this State" (freiwilliges Entfernen eines Sklaven durch seinen Besitzer in einen Staat, ein Territorium oder ein Land, in dem Sklaverei verboten ist mit der Absicht, dort zu wohnen, gibt dem Sklaven nicht das Recht, in den Gerichten dieses Staates auf Freiheit zu klagen). Vor einem Gericht des Staates Missouri konnten Sklaven somit keine Freiheit erhalten. Einmal frei bedeutete nicht mehr immer frei. Als Dred Scott freiwillig nach Missouri zurückgekehrt war, hatte er sein Recht auf Freiheit aufgegeben. Somit war die Entscheidung des St. Louis Circuit Court aufgehoben. Der Missouri Supreme Court ordnete an, dass der Fall an den St. Louis Circuit Court zurückgehen musste und dieser ein neues Urteil fällen sollte im Einklang mit der Entscheidung des Missouri Supreme Courts, dass Sklaven durch ein Gericht in Missouri keine Freiheit erhalten konnten. Dred Scotts Freiheit war somit nur von kurzer Dauer gewesen.

### Bundesebene
Nach der Niederlage vor dem Missouri Supreme Court wäre der schnellste und einfachste Weg, um Scotts Freiheit zu gewinnen, vor den United States Supreme Court zu ziehen. Es bestand aber die Gefahr, dass der Oberste Gerichtshof der USA wie in Strader v. Graham entscheiden würde, was ein schnelles Ende für Scotts Bestreben nach Freiheit bedeutet hätte. Die einzige Möglichkeit für Scott, seine Freiheit doch noch zu erlangen, wäre eine Untersuchung respektive Überprüfung der Emanzipation, die durch das Verbot der Sklaverei in den Territorien durch den Kongress gegeben war. Dafür musste Scott vor einem Bundesgericht klagen. Es ging nun nicht mehr alleine um Scotts persönliche Freiheit, sondern um eine übergreifende politische Entscheidung.

#### Circuit Court of the United States
Am 2. November 1853 reichte Scott im United States Circuit Court Klage gegen John F.A. Sanford, Irene Emersons Bruder, wegen 'assault', 'holding' und 'imprisonment', ein. Der offizielle Name des Urteils, Scott v. Sandford, geht auf den Fehler einer Schreibkraft zurück, der nie korrigiert wurde. Obwohl es sich in den Quellen nicht belegen lässt und äußerst zweifelhaft ist, gab Sanford, der weiterhin den Nachlass seines Schwagers verwaltete, an, der Besitzer Scotts zu sein (durch die Heirat von Irene mit Chaffee ging der Besitz in Wirklichkeit aber auf Chaffee über, der freilich nicht wusste, dass seine Frau Sklaven besaß und erst im Verlaufe des Verfahrens von der Verwicklung seiner Frau in den Fall erfuhr). Da Sanford ein Bürger des Staates New York war und Scott angab, Bürger des Staates Missouri zu sein, konnte im Rahmen des 'diversity of citizenships'-Prinzips der Fall vor ein Bundesgericht gelangen. Die Verfassung der Vereinigten Staaten sieht in solchen Fällen vor, dass Verfahren direkt vor Bundesgerichten geführt werden können.
Am 7. April 1854 forderte Sanfords Anwalt, die Klage abzuweisen. Er argumentierte, dass der US Circuit Court keine Zuständigkeit habe, weil Scott kein Bürger Missouris sei, da er ein „negro of African descent“ war. Somit ging es das erste Mal im Verfahrensverlauf um black citizenship, also die Frage, ob „Neger“ Bürger der USA (“Afro-Amerikaner”) sein konnten. Am 25. April 1854 entschied Richter Robert W. Wells, Scotts Klage zuzulassen, da jeder freie Mensch (‘free person’) das Recht habe, zu klagen. Wenn Scott also kein Sklave war, habe er das Recht zu klagen. Wells’ Entscheidung würde somit erst nach einem Urteil gerechtfertigt sein (oder auch nicht). Für den Moment erklärte Wells, dass ein Bewohner Missouris, der Eigentum besitzen konnte – was in seinen Augen auf Scott zutraf – für den Zweck, in einem Bundesgericht klagen zu können, als Bürger betrachtet werden könne. Das Verfahren vor dem US Circuit Court war somit eröffnet.
Die Verhandlung fand am 15. Mai 1854 statt. Scotts Seite argumentierte, Scott sei aufgrund der Northwest-Ordinanz, der Verfassung von Illinois sowie des Missouri-Kompromisses frei. Richter Wells wies die Juroren an, Scotts Status hänge von den Gesetzen in Missouri ab. Die Jury folgte dieser Anweisung. Da der Missouri Supreme Court entschieden hatte, dass Scott ein Sklave war, erklärte die Jury im Fall Scott v. Sandford, dass Scott Sanford gehöre und nicht frei sei. Während dieser ersten Phase des Verfahrens auf Bundesebene spielte die Verfassungsmäßigkeit des Missouri-Kompromiss keine Rolle. Niemand stellte die Emanzipation von Sklaven in Frage. Es ging darum, ob die in einem freien Gebiet gewonnene Freiheit durch Rückkehr in ein Sklavengebiet verlorenging. Ein neuer Sachverhalt, der beim Verfahren vor dem US Circuit Court aufkam und der später im Urteil des obersten Gerichtes einschneidende Konsequenzen für alle Sklaven und deren Nachfahren haben sollte, war das Thema, ob Schwarze Bürger sein konnten, was die Vertretung Sanfords erstmals in Frage stellte.

#### United States Supreme Court

##### Prozessverlauf
Scott legte am 30. Dezember 1854 gegen die Entscheidung des Bundesgerichts Rechtsmittel beim Obersten Gerichtshof der Vereinigten Staaten ein mit der Begründung, dass Richter Wells bei seiner Juryanweisung fehlerhaft gehandelt habe. Als Scott Berufung beim obersten Gericht einlegte, stammten fünf Richter (Wayne, Catron, Daniel, Campbell, Taney) aus Sklavenstaaten, und vier aus dem Norden (McLean, Curtis, Nelson, Grier). Da Nelson und Grier aber sogenannte 'doughfaces' waren (Männer aus dem Norden, aber mit den Prinzipien von Südstaatlern), gab es mitnichten eine politische Balance im Supreme Court, der eine Festung der Demokraten war. Scotts Erfolgsaussichten waren somit verschwindend gering.
Der Gerichtshof nahm die Klage an und setzte eine viertägige mündliche Verhandlung für den Februar 1856 an. Vom 11. bis zum 14. Februar wurden die Argumente vorgetragen. Dabei ging es hauptsächlich um drei Fragen. Erstens: Können Schwarze die amerikanische Staatsbürgerschaft besitzen? Zweitens: Hatte der Kongress die Macht, Sklaverei in den Territorien zu verbieten? Drittens: War der Missouri-Kompromiss verfassungskonform? Montgomery Blair, Scotts Anwalt, argumentierte, dass Scott durch die Verfassung von Illinois emanzipiert worden war. Schwarze besäßen zwar nicht alle Bürgerrechte, aber wenn es nicht explizit ausgeschlossen wurde, standen ihnen die Rechte der anderen Bürger zu. Blair ging davon aus, dass der Bürger eines Bundesstaates auch ein Bürger der USA sei. Henry S. Greyer und Reverdy Johnson, Sanfords Anwälte, behaupteten, Scott sei nie frei gewesen, da der Kongress nicht die Autorität habe, Sklaverei zu verbieten. Es ging nun nicht mehr darum, ob Scott seine Freiheit verlieren konnte, sondern darum, ob er sie überhaupt erworben hatte.
Die Richter berieten sich ab dem 22. Februar 1856, wobei die Frage der Jurisdiktion problematisch war. Man traf einstimmig die Entscheidung, dass die Argumente neu vorgetragen werden sollten ('re-argument'). Hierbei sollten die beiden Parteien besonders eingehen auf die Frage, ob die Klageabweisung vor dem Obersten Gericht legitim war und ob ein freier Schwarzer Bürger der USA sein konnte und somit vor einem Bundesgericht klagen konnte, also einen sogenannten 'suit in diversity' führen durfte. Am 15. Dezember 1856 wurden neue Eingaben eingereicht und vorgetragen. Sanfords Anwalt argumentierte, dass man, um in einem Bundesgericht klagen zu dürfen, Bürger des Staates sein musste, in dem man lebte, und Missouri räume Schwarzen dieses Recht nicht ein. Weiterhin führten Greyer und Johnson an, dass die Verfassung Illinois’ und der Missouri-Kompromiss Sklaverei zwar verboten, dies aber nicht bedeutete, dass Sklaven dadurch aktiv emanzipiert wurden. Ein letztes Argument war, dass der Missouri-Kompromiss verfassungswidrig sei: In der Verfassung der Vereinigten Staaten wurde dem Kongress nirgendwo das Recht eingeräumt, die Sklaverei zu verbieten. Blair argumentierte für Scott, dass der Missouri-Kompromiss verfassungsgemäß sei, da Artikel IV, Sektion 3 der Verfassung dem Kongress die Macht gab „to dispose of and make all needful rules and regulations respecting the territory or the property belonging to the United States“. Die Frage bezüglich der Bürgerschaft könne zudem gar nicht zur Debatte stehen, da die Gegenseite dieser bei der Entscheidung der niedrigeren Instanz nicht widersprochen habe. Zudem gab es ein Statut in Missouri, welches explizit die Bürgerschaft von freien Schwarzen anerkannte, da Menschen, die in anderen Staaten Bürger waren, dies auch waren, wenn sie nach Missouri kamen.
Nachdem die Richter die neuen Argumente gehört hatten, berieten sie sich ab dem 14. Februar 1857. Dabei einigten sie sich zunächst, bei ihrem Urteil nicht auf die Bürgerfrage und nicht auf den Missouri-Kompromiss einzugehen. Ihre Entscheidung wollten sie auf Basis des Prinzips, dass der oberste Bundesgerichtshof sich normalerweise nach den Entscheidungen der obersten Bundesstaatengerichtshöfe richtete, und nach dem Prinzip aus der Entscheidung Strader v. Graham, dass der Status eines Schwarzen von dem Gesetz des Staates abhing, in dem er sich befand, fällen. Dann aber änderte das Gericht den eingeschlagenen Kurs. Die Quellenlage lässt die Forschung drei mögliche Gründe hierfür vermuten: McLean und Curtis wollten eine eindrucksvolle abweichende Meinung schreiben; Wayne überzeugte die anderen, wenn man doch auf Bürgerschaft und Missouri-Kompromiss einginge, würde man für den Süden einen Sieg erreichen und jegliche Agitation in der Sklavereifrage bezüglich der Territorien beenden; Außenstehende übten Druck auf die Richter aus, damit das Gericht das Verbot der Sklaverei durch den Kongress außer Kraft setze.

##### Urteil und Begründung
Am 6. März 1857 verkündete Chief Justice Taney die Entscheidung des obersten Gerichts. Sie fiel mit sieben zu zwei Stimmen gegen Scott aus. Nach Ansicht des Gerichts waren drei wesentliche Fragen zu klären:
1. War das Gericht zuständig? Konnten Schwarze als Bürger der USA in einem Bundesgericht klagen?
2. Hatte der Kongress die Autorität, Sklaverei in den Territorien zu verbieten?
3. Falls nein: Musste Missouri Scotts Freiheit aufgrund seines Aufenthaltes in Illinois anerkennen?[28]

Taney beschäftigte sich in seiner Urteilsbegründung zuerst mit der Frage, ob das Gericht überhaupt Jurisdiktion über den Fall habe. Der 3. Artikel, 2. Abschnitt, 1. Satz der Verfassung der Vereinigten Staaten bestimmt, dass sich die Bundesgerichtsbarkeit auf Streitigkeiten zwischen Bürgern verschiedener Bundesstaaten erstreckt. Taney führte mit der Differenzierung zwischen 'federal citizenship' und 'state citizenship' – er war der Meinung, dass Bürger eines Bundesstaates nicht automatisch auch Bürger der USA waren – eine vollkommen neue rechtliche Interpretation und damit das Konzept der 'dual citizenship' ein. Außerdem erläuterte er, dass es Bundesstaaten verwehrt war, nach der Verabschiedung der Verfassung 1787 eigenmächtig festzulegen, wer als Bürger galt und Menschen (sprich: Schwarzen) Privilegien zuzusprechen, die diesen gar nicht zustanden. Laut Taney bezog sich die Formulierung "to ourselves and posterity" (uns selbst und unseren Nachkommen) aus der Präambel nur auf Weiße. Es war also völlig unerheblich, ob Missouri Scott als Bürger ansah oder nicht. Die einzige relevante Frage war nach Taney nur noch, ob Scott vielleicht als Bürger der Vereinigten Staaten vor der Verabschiedung der Verfassung gelten könnte. Auch diese Möglichkeit wurde allerdings vom Gericht verneint. Es beschrieb die Schwarzen zum Zeitpunkt der Verabschiedung der Verfassung

“… as beings of an inferior order, and altogether unfit to associate with the white race, either in social or political relations; and so far inferior, that they had no rights which the white man was bound to respect; and that the negro might justly and lawfully be reduced to slavery for his benefit.”

„… als Wesen einer niederen Ordnung, die insgesamt unfähig sind, sich mit der weißen Rasse zu verbinden, weder in gesellschaftlicher noch in politischer Beziehung; und zwar so weit unterlegen, dass sie keine Rechte hatten, die der weiße Mann zu respektieren verpflichtet gewesen wäre und dass der Neger zu seinem eigenen Wohl nach Recht und Gesetz auf die Sklaverei beschränkt sein mochte.“

Mit seiner Meinung, dass „Negroes“ zur Zeit der Gründung der Vereinigten Staaten nicht das Recht gehabt hatten, Waffen zu tragen, zu wählen oder in Prozessen mit weißen Prozessbeteiligten teilzunehmen, ignorierte Taney historische Tatsachen, wie Curtis in seiner abweichenden Meinung demonstrierte. Taney kam also zu dem Schluss, dass Scott kein Bürger eines Bundesstaates im Sinne der Verfassung sei und damit kein Recht habe, auf Bundesebene Klage einzureichen.
Das Gericht benutzte ein argumentum ad consequentiam mit der Aussage, ein Urteil zugunsten Scotts hätte unerträgliche Folgen:

“It would give to persons of the negro race, […] the right to enter every other State whenever they pleased, […] the full liberty of speech in public and in private upon all subjects upon which its own citizens might speak; to hold public meetings upon political affairs, and to keep and carry arms wherever they went”

„Es würde den Personen der Negerrasse das Recht geben, nach Belieben jeden Bundesstaat zu betreten, die vollständige Meinungsfreiheit in der Öffentlichkeit und im Privaten in allen Themen auszuüben, zu denen seine [des Bundesstaats] eigenen Bürger sprechen könnten, öffentliche Versammlungen zu politischen Themen abzuhalten und Waffen zu besitzen und zu tragen.“

Nun wandte sich Taney der Frage zu, ob der Kongress die Autorität hatte, Sklaverei in den Territorien zu verbieten. Da das Gericht entschieden hatte, dass Scott kein Recht hatte, vor einem Bundesgericht zu klagen, sahen viele Zeitgenossen und auch einige Rechtswissenschaftler dies als dictum, eine nichtbindende Meinung an, weil Taney ohne gerichtliche Zuständigkeit gar nicht hätte fortfahren dürfen. Taneys Meinung war jedoch bis auf Weiteres fortan bindend. Das Gericht hatte entschieden, dass Scott als Schwarzer kein Bürger sein konnte. Taney begründete dies, indem er darlegte, dass Scott kein Bürger sein konnte, weil er ein Sklave war. Scott war in seinen Augen ein Sklave, obwohl er längere Zeit im Wisconsin-Territorium gelebt hatte. Das Gericht begründete dies damit, dass dem Kongress die Kompetenz fehlte, den Missouri-Kompromiss zu verabschieden, und dieser somit verfassungswidrig war. Dies war erst das zweite Mal, dass der Gerichtshof seit dem Grundsatzurteil im Verfahren Marbury v. Madison ein Bundesgesetz für verfassungswidrig erklärte. Taney legte die Territorium-Klausel der Verfassung (Artikel IV, Sektion 3, Paragraph 2: „Der Kongreß hat das Recht, über die Ländereien und sonstiges Eigentum der Vereinigten Staaten zu verfügen und alle erforderlichen Anordnungen und Vorschriften hierüber zu erlassen […]“.) so aus, dass diese nur auf Territorien zutraf, die 1787 schon zum Gebiet der Vereinigten Staaten gehört hatten. Der Missouri-Kompromiss war aber in seinen Augen nicht nur deshalb verfassungswidrig, sondern auch, weil er gegen den 5. Zusatzartikel zur Verfassung der Vereinigten Staaten verstieß, in dem das Eigentum von Bürgern garantiert wird. Taney betrachtete Sklaven als Eigentum, und durch den Missouri-Kompromiss würden Sklavenhalter ihres Besitzes durch den Kongress unrechtmäßig beraubt.
Nun blieb für Taney nur noch zu klären, ob Scott durch seinen Aufenthalt in Illinois frei sein konnte. Dies verneinte er aufgrund der Entscheidung des Präzedenzfalles Strader v. Graham: Dass ein Sklave durch den Aufenthalt in einem freien Staat dort frei war, bedeute nicht, dass er dauerhaft emanzipiert war, wenn er in einen Sklavenstaat zurückkehrte.
Sechs Richter schlossen sich der Meinung des Vorsitzenden Taney an, Nelson stimmte dem Ergebnis, aber nicht der Begründung zu. Die Richter Curtis und McLean trugen das Urteil nicht mit.
Zusammengefasst hatte das Oberste Gericht im Fall Scott v. Sandford entschieden:
1. Die Entscheidung bezüglich der Klageabweisung durch den US Circuit Court fiel in den Aufgabenbereich des Obersten Gerichts.
2. Schwarze waren keine Bürger. Sie konnten nicht vor Bundesgerichten klagen. Der US Circuit Court hätte den Fall nicht annehmen dürfen.
3. Scott war durch seinen Aufenthalt in Fort Snelling nicht frei, da der Missouri-Kompromiss verfassungswidrig war.
4. Scott war durch seinen Aufenthalt in Fort Armstrong nicht frei gemäß Strader v. Graham.
5. Aus diesen Gründen wurde der Fall an den US Circuit Court zurückgegeben, der ihn wegen fehlender Zuständigkeit abweisen musste.

## Auswirkungen
Das Urteil war der Höhepunkt einer politischen Bewegung, die versuchte, die Sklavenhaltung in den Vereinigten Staaten auszuweiten. Als Folge des Neugewinns von Territorien zu Beginn des 19. Jahrhunderts und der daraus resultierenden Aufnahme neuer Bundesstaaten war 1820 der Missouri-Kompromiss geschlossen worden, der die Sklaverei mit Ausnahme Missouris auf die Staaten südlich einer Linie bei 36° 30‘ nördlicher Breite beschränkte. Seit 1854 wurde dieser Kompromiss vor allem durch Politiker der Demokratischen Partei zunehmend ausgehöhlt. Nach dem Kansas-Nebraska Act sollten alle neuen Bundesstaaten, auch solche nördlich des 40. Breitengrads, selbst entscheiden dürfen, ob die Sklaverei auf ihrem Gebiet erlaubt oder verboten sein sollte. Die Entscheidung Dred Scott v. Sandford unterstützte diesen Grundsatz ein weiteres Mal. In den Nordstaaten wurde dies zunehmend als Bedrohung der eigenen Position wahrgenommen. Dies klingt etwa in der bekannten House-Divided-Rede von Abraham Lincoln an.
Obwohl Richter Taney glaubte, die Sklavenfrage mit seinem Verdikt endgültig geregelt zu haben, erreichte er doch das genaue Gegenteil: Im Norden einte es die Gegner der Sklaverei, in den Südstaaten ermunterte es sezessionistische Elemente, noch weitergehende Forderungen zu stellen. Zudem zersplitterte es die Demokratische Partei in sich feindlich gegenüberstehende Nord- und Südfraktionen und stärkte so die junge Republikanische Partei. Die Mehrheit der Republikaner lehnte die Sklaverei zwar noch nicht grundsätzlich ab, wohl aber deren Ausbreitung auf weitere Gebiete und den dadurch zu erwartenden Machtzuwachs für Südstaaten und Sklavenhalter.
Chaffee trat seine Rechte an Dred Scott an Taylor Blow ab, den Sohn von Scotts erstem Besitzer Peter Blow. Dieser gab Dred Scott und seiner Familie am 26. Mai 1857 die Freiheit. Scott starb am 17. September des folgenden Jahres an Tuberkulose.
Die Entscheidung im Fall Scott v. Sandford gilt neben Plessy v. Ferguson als eine der schlimmsten in der amerikanischen Rechtsgeschichte. Sie wurde 1865 durch den 13. Verfassungszusatz aufgehoben, der die Sklaverei beendete, und 1868 durch den 14. Verfassungszusatz, der die Staatsbürgerschaft definierte („all persons born or naturalized in the United States“).